# 太田資俊
太田 資俊（おおた すけとし）は、江戸時代中期の大名。上野国館林藩主。遠江国掛川藩初代藩主。江戸幕府の寺社奉行。掛川藩太田家5代。官位は従五位下・摂津守。

## 略歴
大坂城代などを務めた太田資晴の長男として誕生した。母は戸田氏定の娘。幼名は新六郎。
元文5年（1740年）、家督を継いだ。奏者番となる。延享3年（1746年）9月25日、館林から掛川に移封された。後に寺社奉行にもなった。宝暦13年（1763年）12月10日、掛川にて死去し、跡を次男の資愛が継いだ。法号は道俊日潤慈徳院。墓所は静岡県三島市の妙法華寺。

## 系譜
父母
- 太田資晴（父）
- 戸田氏定の娘（母）

正室
- 板倉重治の養女 ー 板倉勝清の娘

子女
- 太田資愛（次男）
- 板倉勝志正室
- 久留島通祐正室
- 稲垣長以継室
- 内藤頼尚正室

養女
- 芳春院 ー 松平乗穏正室、太田資晴の娘